# Brachycephalus brunneus
Espèce
Statut de conservation UICN

 DD  : Données insuffisantes
Brachycephalus brunneus est une espèce d'amphibiens de la famille des Brachycephalidae.

## Répartition
Cette espèce est endémique de l'État du Paraná au Brésil. Elle se rencontre de 1 300 à 1 600 m d'altitude sur le pic Caratuva à Campina Grande do Sul.

## Description
Les mâles mesurent de 9,3 à 11,3 mm et les femelles de 10,9 à 12,0 mm.

## Publication originale
- Ribeiro, Alves, Haddad & Reis, 2005 : Two new species of Brachycephalus Guenther, 1858 from the state of Parana, southern Brazil (Amphibia, Anura, Brachycephalidae). Boletim do Museu Nacional, Nova Série, Zoologia, vol. 519, p. 1-18 (texte intégral).